# Bringfried Müller

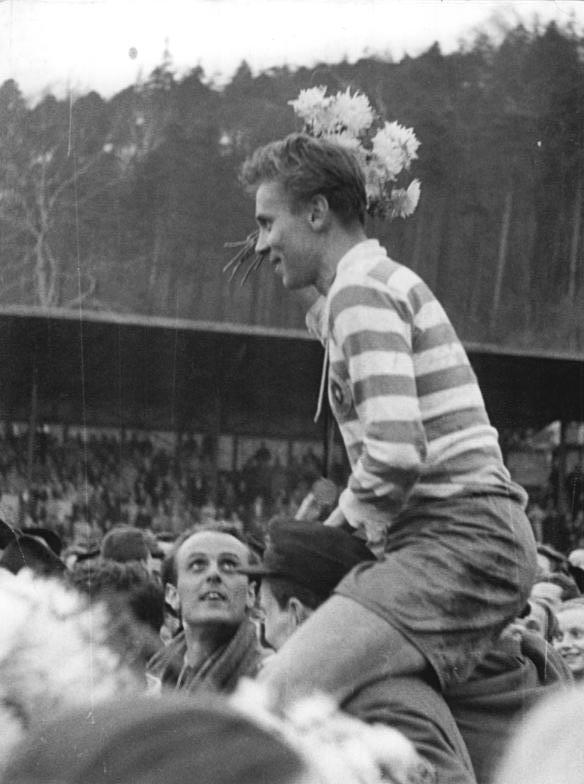
Müller wird 1956 als Meister gefeiert

Bringfried Lothar Müller (* 28. Januar 1931 in Langenberg; † 10. April 2016, Spitzname: Binges) war Fußballspieler und Fußballtrainer in der DDR. Als Spieler wurde er dreimal DDR-Fußballmeister und gewann einmal den DDR-Fußballpokal. Er war 18-facher Nationalspieler.

## Sportliche Laufbahn
Als Fußballspieler war Bringfried Müller Innen- und Außenverteidiger. Seine sportliche Laufbahn begann er aber als Handballspieler bei Traktor Langenberg und war dort von der Jugendmannschaft bis zur Männerklasse im Feldhandball aktiv. 1950 wechselte er zunächst zu Lok Gera, wo er seine Fußballer-Laufbahn begann, und 1951 zu Motor Gera, ab der Saison 1952/53 Wismut Gera, wo er zunächst in der Jungligaelf spielte. Bis 1955 bestritt Müller in Gera 51 Spiele in der DDR-Oberliga. In den Jahren 1953 und 1954 wurde er zweimal in der DDR-Junioren-Nationalmannschaft und einmal in der B-Nationalmannschaft eingesetzt.
1955 wechselte er zum SC Wismut Karl-Marx-Stadt, später BSG Wismut Aue, und schaffte dort schnell den Sprung in die Fußballnationalmannschaft der DDR. Sein Debüt gab er beim Länderspiel gegen Rumänien am 18. September 1955 in Bukarest, das die DDR mit 3:2 gewann. Insgesamt kam Müller während seiner Laufbahn auf 18 A-Länderspiele. Sein letztes Spiel im Nationaltrikot der DDR bestritt er am 11. Dezember 1960 in Casablanca gegen Marokko (3:2). Mit der Wismut-Mannschaft wurde Müller 1956, 1957 und 1959 DDR-Meister und 1955 DDR-Pokalsieger. Sein letztes Oberliga-Spiel bestritt er am 30. Mai 1965 in Aue gegen Lok Stendal (1:4) und kam damit zu weiteren 236 Oberligaspielen. Insgesamt bestritt Müller in der DDR-Oberliga 287 Spiele und erzielte zwei Tore.
Anfang Februar 1956 nahm Müller vom Stellvertreter des Vorsitzenden des Ministerrats, Walter Ulbricht, die staatliche Auszeichnung Meister des Sports entgegen und war somit einer von sechs Fußballspielern der DDR, die an jenem Tag diese Ehrung erhielten.
Unmittelbar nach dem Ende seiner Spielerlaufbahn wurde Müller, der zwischen 1961 und 1965 ein Trainerstudium an der Sporthochschule DHfK absolviert hatte, im Juli 1965 Cheftrainer bei Wismut Aue. Am 10. November 1967 trat er nach Meinungsverschiedenheiten mit der Vereinsspitze von seinem Posten zurück. Ab dem 1. Juli 1968 trainierte er den FC Karl-Marx-Stadt, mit dem er nach der Saison 1969/70 in die DDR-Liga abstieg. Trotz der Differenzen von 1967 wurde Bringfried Müller ab 23. Juli 1971 erneut Cheftrainer bei Wismut Aue. Sein Vorgänger Gerhard Hofmann übernahm den Trainerposten beim Oberliga-Neuling FC Karl-Marx-Stadt. Bis zum Ende der Saison 1976/77 blieb Bringfried Müller verantwortlicher Trainer bei Wismut und leistete in Anbetracht der Umstände, unter denen BSG-Mannschaften zu leiden hatten, mit seinen Assistenztrainern Werner Heine und Armin Günther erfolgreiche Arbeit, die 1976 im Erreichen eines 6. Platzes in der Oberliga gipfelte.
Bringfried Müller war ab Dezember 1955 mit der erfolgreichen Eiskunstlauftrainerin Jutta Müller verheiratet.

## Varia
- Die Vereinsfarbe von Wismut Aue Lila geht auf Müllers Ehefrau Jutta Müller zurück: Er gab ihre Anregung an die Vereinsleitung weiter – die kurz darauf veilchenfarbene Trikots anfertigen ließ.[3]

## Auszeichnungen
- Meister des Sports: 1956